# مسجد جامع عجب‌شیر
مسجد جامع عجب شیر (شیرلو) مربوط به دوره صفوی است و در عجب شیر، مسجد شیرلو واقع شده و این اثر در تاریخ ۲۸ مرداد ۱۳۴۸ با شمارهٔ ثبت ۸۷۸ به‌عنوان یکی از آثار ملی ایران به ثبت رسیده است.